# 1498
| [ Edytuj tabelę ]                          | |
| Król Polski                                | - 1492 Jan I Olbracht 1501 |
| Współksiążęta Andory                       | - 1472 Pere de Cardona 1512 - 1483 Katarzyna z Nawarry 1512 - 1484 Jan III 1516                                                                                     |
| Król Anglii                                | - 1485 Henryk VII 1509 |
| Król Aragonii i Walencji, hrabia Barcelony | - 1479 Ferdynand Aragoński 1516 |
| Władca Azteków                             | - 1486 Ahuitzotl 1502 |
| Elektor Brandenburgii                      | - 1486 Jan Cicero 1499 |
| Książę Bawarii-Landshut                    | - 1479 Jerzy Bogaty 1503 |
| Książę Bawarii-Monachium                   | - 1460 Zygmunt 1501 - 1465 Albert IV Mądry 1503 |
| Sułtan Brunei                              | - 1473 Bolkiah 1521 |
| Cesarz Chin                                | - 1487 Hongzhi 1505 |
| Król Czech                                 | - 1490 Władysław II Jagiellończyk 1516 |
| Król Danii                                 | - 1481 Jan Oldenburg 1513 |
| Dalajlama                                  | - 1475 Gendun Gjaco 1541 |
| Władca Egiptu                              | - 1496 An-Nasir Muhammad II 1498 - 1498 Kansuh 1500 |
| Cesarz Etiopii                             | - 1494 Naod 1508 |
| Król Francji                               | - 1483 Karol VIII 1498 - 1498 Ludwik XII 1515 |
| Hrabia Holandii                            | - 1494 Filip I Piękny 1506 |
| Władca Inków                               | - 1493 Huayna Capac 1527 |
| Lord Irlandii                              | - 1485 Henryk VII Tudor 1509 |
| Cesarz Japonii                             | - 1464 Go-Tsuchimikado 1500 |
| Kalif                                      | - 1497 Al-Mustamsik 1508 |
| Król Kastylii i Leónu                      | - 1474 Izabela I Katolicka 1504 |
| Patriarcha Konstantynopola                 | - 1497 Nefon II 1498 - 1498 Joachim I 1502 |
| Władca Korei                               | - 1494 Yŏngsan 1506 |
| Wielki książę litewski                     | - 1492 Aleksander Jagiellończyk 1506 |
| Cesarz Majapahitu                          | - 1474 Girindrawardhana 1498 |
| Sułtan Maroka                              | - 1472 Muhammad asz-Szajch al-Mahdi 1505 |
| Książę Mediolanu                           | - 1494 Ludwik Sforza 1499 |
| Senior Monako                              | - 1494 Jan II 1505 |
| Wielki książę moskiewski                   | - 1462 Iwan III Srogi 1505 |
| Król Nawarry                               | - 1484 Katarzyna z Nawarry i Jan d’Albret 1516 |
| Król Norwegii                              | - 1483 Jan Oldenburg 1513 |
| Sułtan Omanu                               | - 1490 Umar asz-Szarif 1500 |
| Elektor Palatynatu                         | - 1476 Filip Wittelsbach 1508 |
| Papież                                     | - 1492 Aleksander VI 1503 |
| Król Portugalii                            | - 1495 Manuel I 1521 |
| Cesarz Rzymski (niemiecki)                 | - 1493 Maksymilian I Habsburg 1519 |
| Kapitanowie Regenci San Marino             | - 1497 Matteo Tura Antonio di Bartolomeo 1498 - 1498 Giovanni di Menghino Calcigni Valente di Paolo 1498 - 1498 Antonio di Girolamo Marino di Antonio Giannini 1499 |
| Elektor Saksonii                           | - 1486 Fryderyk I Mądry 1525 |
| Król Szkocji                               | - 1488 Jakub IV 1513 |
| Król Szwecji                               | - 1497 Jan Oldenburg 1501 |
| Król Tajlandii                             | - 1491 Ramathibodi II 1529 |
| Sułtan Turków                              | - 1481 Bajazyd II 1512 |
| Doża Wenecji                               | - 1486 Agostin Barbarigo 1501 |
| Król Węgier                                | - 1490 Władysław II 1516 |
| Cesarz Wietnamu                            | - 1497 Lê Hiến Tông 1504 |
| Wielki mistrz zakonu krzyżackiego          | - 1498 Fryderyk Wettyn 1510 |

Rok 1498 / MCDXCVIII
stulecia: XIV wiek ~
XV wiek ~
XVI wiek

lata: 1488 «
1493 «
1494 «
1495 «
1496 «
1497 «
1498
» 1499
» 1500
» 1501
» 1502
» 1503
» 1508

## Wydarzenia w Polsce
- 18 stycznia-17 lutego – w Piotrkowie obradował sejm[1].
- 13 maja – wojna polsko-turecka: wojska tureckie dotarły pod Lwów, paląc przedmieścia i biorąc w jasyr 20 tys. osób.
- 13 lipca – w Krakowie król Olbracht zawarł traktat z Węgrami, w którym strony zagwarantowały sobie prowadzenie wojny i zawieranie pokoju z Osmanami tylko za obopólnym porozumieniem.
- 4 października – Drohiczyn otrzymał prawa miejskie.

- Polska wyprawa na Mołdawię załamała się po nieudanym oblężeniu Suczawy.
- W 1498 na Ruś Czerwoną (okolice Lwowa, Halicza) dotarła odwetowa wyprawa wojsk tureckich baszy Sylistrii Bali beja, wspieranych przez oddziały mołdawskie Stefana III Wielkiego, docierając zagonami aż do Sanoka i Przeworska i porywając ok. 100 tysięcy jasyru.
- W lecie Tatarzy uderzyli na Podole i Wołyń, uchodząc bezkarnie z łupami.
- Jesienią do Sambora dotarł drugi najazd turecki.
- Na przedpolu Bramy Floriańskiej wzniesiono Barbakan – najpotężniejsze umocnienie Krakowa.
- Wielki pożar Sławkowa.

## Wydarzenia na świecie
- 7 kwietnia – Ludwik XII został królem Francji.
- 20 maja – Vasco da Gama przybył do indyjskiego miasta Kalikut (dzisiaj Kozhikode), przez co stał się pierwszym Europejczykiem, który żeglując dookoła Afryki, odkrył drogę morską do Indii. Na miejscu znalazł lokalnego handlarza żydowskiego, który stał się jego tłumaczem.
- 23 maja – florencki reformator religijno-polityczny Girolamo Savonarola i jego współtowarzysze Domenico Buonvicini i Silvertro Maruffi zostali publicznie powieszeni, a następnie ich ciała spalono na stosie.
- 30 maja – Krzysztof Kolumb rozpoczął trzecią wyprawę do Nowego Świata.
- 31 lipca – w czasie trzeciej wyprawy na półkulę zachodnią Krzysztof Kolumb jako pierwszy Europejczyk zobaczył wyspę Trynidad.
- 1 sierpnia – Krzysztof Kolumb dotarł do Wenezueli i uważając ją za wyspę, nazwał ją Isla Santa.
- 10 sierpnia – anulowano małżeństwo króla Francji Ludwika XII z Joanną de Valois.
- 29 września – Fryderyk Wettyn został wybrany w Królewcu na wielkiego mistrza zakonu krzyżackiego.
- Flota portugalska dotarła do wybrzeży dzisiejszej Tanzanii i Kenii.

## Urodzili się
- 14 listopada – Eleonora Austriacka, królowa Portugalii i królowa Francji, żona Manuela I i Franciszka I (zm. 1558)

- data dzienna nieznana: 
  - Anna mazowiecka, księżna mazowiecka, córka Konrada III Rudego (ur. ok. 1498) (zm. 1557)
  - Hieronim Bock, duchowny luterański i botanik, jeden z czołowych naturalistów niemieckich epoki Renesansu (zm. 1554) (data sporna lub przybliżona)
  - Jan Sierakowski, wojewoda łęczycki, pierwszy Marszałek Sejmu Korony Królestwa Polskiego (zm. 1589)

## Zmarli
- 23 maja – Girolamo Savonarola, dominikanin, przeor klasztoru San Marco we Florencji, ascetyczny kaznodzieja występujący otwarcie przeciw papieżowi, został po torturach powieszony, a jego ciało spalono na stosie (ur. 1452)
- 10 czerwca – Andrzej z Łabiszyna, rektor Akademii Krakowskiej (ur. ?)
- 16 września – Tomás de Torquemada, inkwizytor hiszpański (ur. 1420)

- data dzienna nieznana: 
  - Paweł z Krakowa, sufragan krakowski (ur. ?)